# برنت رانچ (کالیفرنیا)
برنت رانچ (به انگلیسی: Burnt Ranch) یک منطقهٔ مسکونی در ایالات متحده آمریکا است که در شهرستان ترینیتی، کالیفرنیا واقع شده‌است. برنت رانچ ۳۴٫۶۶ کیلومتر مربع مساحت و ۲۸٬۸۰۶ نفر جمعیت دارد و ۴۵۷٫۸۲ متر بالاتر از سطح دریا واقع شده‌است.